# Littérature sud-africaine
La littérature sud-africaine a une histoire assez diverse. Beaucoup d'auteurs noirs furent instruits par les missionnaires anglicans et la plupart d'entre eux ont écrit, soit en anglais, soit en afrikaans. Un des premiers romans connu écrit par un auteur noir dans une langue africaine est Mhudi de Solomon Plaatje (1930). La société unique de l'Afrique du Sud et son histoire politique ont permis l'émergence de nombreux écrivains dont les thèmes dépassent maintenant l'apartheid pour s'intéresser à la vie de la population dans la société actuelle.

## Écrivains anglophones

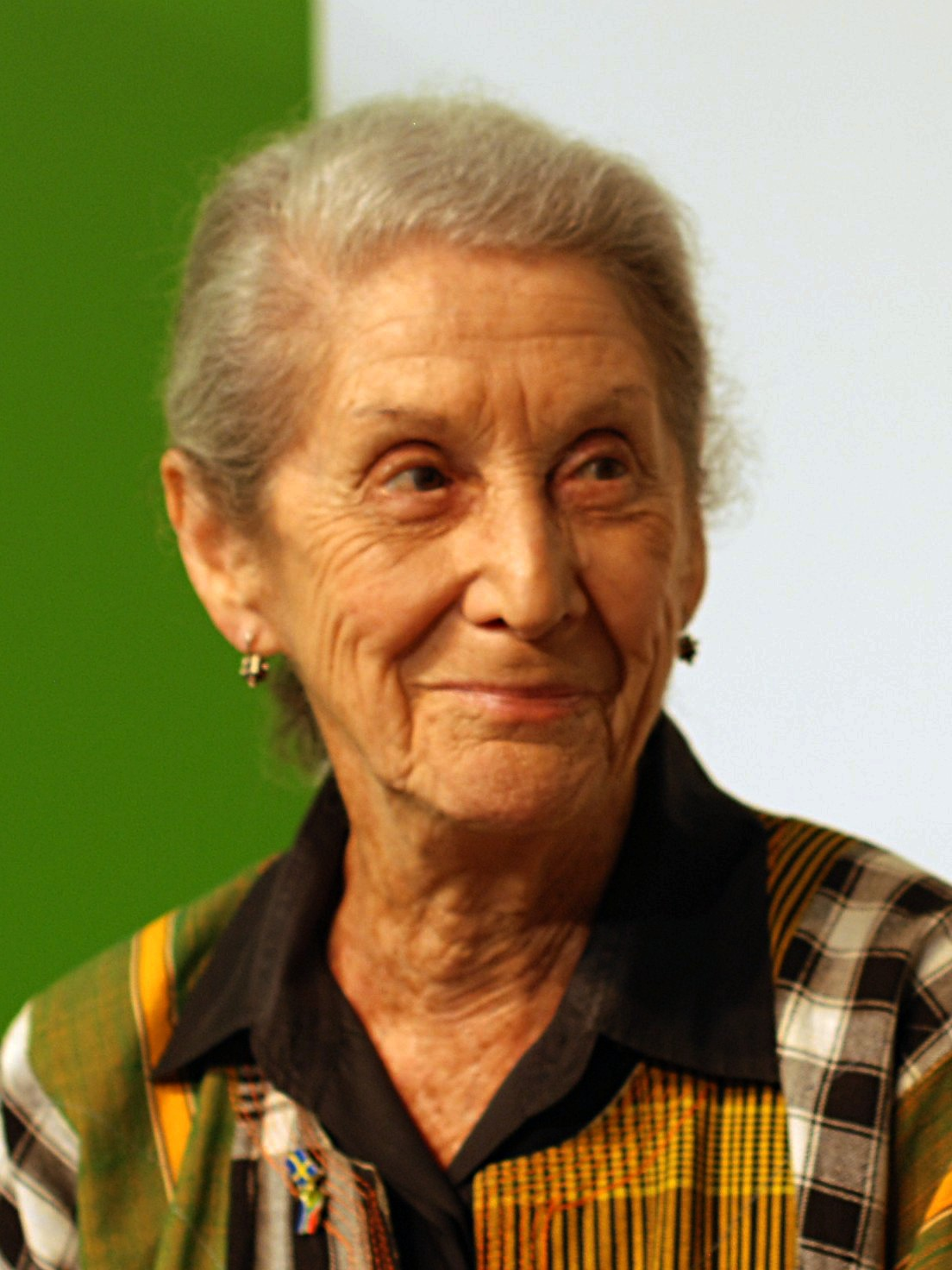
Nadine Gordimer

Ce n'est qu'au début du XXe siècle que se développe réellement la littérature sud-africaine. Dans un premier temps, c'est la vie rurale des Afrikaners qui est décrite par des auteurs issus de la communauté anglophone ou allemande comme Olive Schreiner (1855-1920), élevée au cœur de l'Afrique du Sud. Cette sympathisante des Boers s'en prend alors au cynisme dominateur de l'impérialiste britannique Cecil Rhodes mais aussi à la rigidité du système social afrikaner (The Story of an African Farm).
Alan Paton publie en 1948 le roman Cry, the Beloved Country (Pleure, ô pays bien-aimé), conte d'un pasteur anglican noir qui vient de Johannesbourg pour trouver son fils : ce livre fut un best-seller.
Pendant les années 1950, Nadine Gordimer commence à publier ses premières histoires. Son roman le plus connu, July's People, fut publié en 1981.
Dans la catégorie des romans populaires, depuis 1964, l'écrivain Wilbur Smith relate l'histoire de l'Afrique australe à travers l'histoire romancée de la dynastie fictive des Courtney et de celle des Ballantyne.
Quelques écrivains :
- Peter Abrahams (1919-2017), romancier
- Alex La Guma (1924-1985), romancier
- Richard Rive (1931-1989), nouvelliste
- Sipho Sepamla (1931-2007), poète, romancier
- Miriam Tlali (1933-2017), journaliste, romancière
- André Brink (1935-2015), romancier
- Breyten Breytenbach (1939-), poète, peintre, essayiste
- Mongane Wally Serote (1944-), poète
- David Lambkin (1947-), romancier
- Zakes Mda (1948-), poète, romancier

## Écrivains et romanciers afrikaners

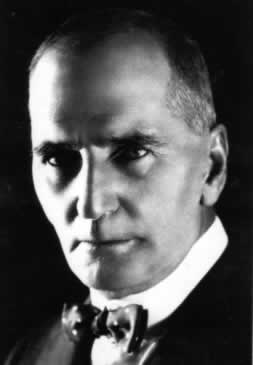
Eugène Marais (1871-1936)

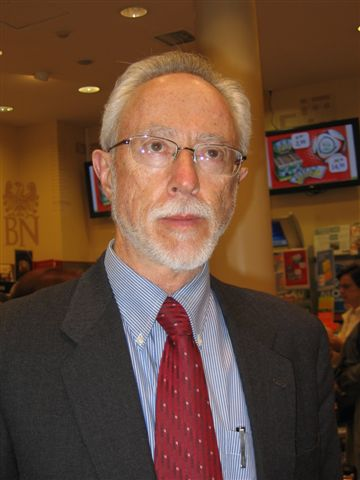
John Maxwell Coetzee

En 1907, les Afrikaners, de langue afrikaans (dérivée du néerlandais hollandais), se dotent d'une société littéraire (Afrikaanse Taalvereniging) puis en 1909 d'une académie des sciences et des arts (Suid-Afrikaanse Akademie vir WetensKap en Kuns) et en 1914 d'un prix littéraire pour les œuvres de langue afrikaans (le prix Hertzog).
C'est sous la plume d'Eugène Marais (1871-1936), Louis Leipoldt (1880-1947) et Jan Celliers (1865-1940) que se développe la poésie en langue afrikaans. Ces écrivains sont d'abord inspirés par les conséquences néfastes de la seconde guerre des Boers et par les souffrances endurées par ces derniers dans les camps de concentration britanniques. Ils sont aussi inspirés par la beauté des paysages sud-africains, l'esprit pionnier des Boers, la religion et la foi en un monde à l'image de Dieu, exprimant dans leurs poèmes et récits leur attachement à la culture paysanne occidentale, au monde chrétien et à ses bienfaits. C'est la période dite du Plaas Roman. En 1927, un poème lyrique en afrikaans de Cornelis Jacobus Langenhoven (1873-1932), Die Stem van Suid-Afrika, décrivant l'immensité du veld et l'allégeance des pionniers envers leur pays, devient l'hymne national d'Afrique du Sud tandis que Totius (1877-1953), poète et professeur de théologie, s'inspire du calvinisme pour proposer une lecture religieuse de l'histoire des Afrikaners dont les souffrances seraient la preuve de leur élection divine.
À la fin des années 1920, les thèmes consacrés à la guerre, au martyre des enfants boers morts dans les camps de concentration britanniques en Afrique du Sud s'estompent pour céder la place à une écriture plus intimiste. Toon van den Heever (1894-1956) et Eugène Marais s'interrogent notamment sur la destinée des Afrikaners alors que Daniël Francois Malherbe (1881-1969) s'inspire de l'histoire des pionniers boers pour proposer une nouvelle morale à suivre aux jeunes générations d'Afrikaners déracinés. Durant cette époque, l'un des thèmes dominants de la littérature afrikaans est la description du déchirement des Afrikaners entre villes et campagnes et l'exaltation de la liberté individuelle et de la frontière.
Dans les années 1930 et 1940, le mouvement des Dertigers, dont les chefs de file sont N. P. van Wyk Louw (1906-1970), Dirk Opperman (1914-1985) et Uys Krige (1910-1987), s'interroge sur le sens de la vie et témoigne de l'inquiétude d'un peuple à la recherche de ses repères. L'élite intellectuelle afrikaner est ainsi fermement mobilisée pour lutter contre la massification et pour la défense de ses valeurs et de sa culture.
Dans un registre moins marqué par leurs origines, les afrikaners Herman Charles Bosman (1905-1951) et Laurens van der Post (10°6-1996), écrivent en anglais et connaissent une véritable notoriété internationale.
À partir des années 1960, un certain nombre d'écrivains, les Sestigers, traduisent les angoisses et conflits des Afrikaners modernes. Ils abordent les questions de sexe, contestent la toute-puissance de l'église réformée, sa morale et l'apartheid. Ces jeunes auteurs issus de l'élite intellectuelle des grandes universités sud-africaines ont souvent séjourné en Europe et constaté l'abîme séparant les mentalités sud-africaines et européennes poussant certains d'entre eux dans le désespoir et la mort à l'instar d'Ingrid Jonker (1933-1965). D'autres comme Etienne Leroux (1922-1989) mais surtout André Brink (1935-2015) et Breyten Breytenbach (1939-) remettent en cause l'apartheid par le biais de leur production littéraire (Une saison blanche et sèche...). Ainsi André Brink fut le premier écrivain afrikaner à être interdit par le gouvernement après avoir publié Une saison blanche et sèche, l'histoire d'un sud-africain qui découvre la vérité sur un ami noir tué par la police tandis que Breyten Breytenbach était emprisonné pour son engagement dans la lutte contre le régime d'apartheid. D'autres a contrario comme Frans Venter traitent de la question raciale par le biais du paternalisme (Die Swart Pelgrims) et sont bien accueillis par la presse gouvernementale de langue afrikaans.
En un seul livre, le journaliste afrikaner Rian Malan (1954-) exprime au monde entier les angoisses identitaires et sécuritaires de son peuple dans son best-seller Mon cœur de traitre (1991). Dans ce livre, l'auteur  exprime l'attachement physique qui le lie à son pays et ses doutes de progressiste Afrikaner, opposé à la ségrégation raciale, face à l'avènement à la fois espéré et redouté d'un gouvernement à majorité noire à la direction du pays.
Après 1994, les figures moins engagées politiquement de John Maxwell Coetzee (1940-) et Karel Schoeman (1939-2017) remplacent les anciens sestigers. Alors que Karel Schoeman se concentre sur le passé s'attachant à illustrer les splendeurs de sa terre natale (En étrange pays), Coetzee décrit la « solitude de l'homme blanc » (En attendant les Barbares) et les angoisses de son pays (Disgrâce). En 2003, il reçoit le prix Nobel de littérature.
Une nouvelle génération émerge également proposant un nouveau regard sur la nation afrikaner. Ainsi, dans son dans son livre Triomf, Marlene van Niekerk (1954-) se penche sur la misère des blancs avant l’avènement du gouvernement multiracial. Dans Die Reuk van Appels (L'Odeur des pommes), l'Anglo-Afrikaner Mark Behr (1963-2015) décrit la mentalité afrikaner et l'apartheid à travers les yeux d'un enfant de 10 ans, fils d'un militaire haut-gradé.

## Langues africaines millionnaires et littéraires
La plupart des sud-africains (noirs, métis et autres) utilisent une ou plusieurs langues autochtones, et maîtrisent également l'anglais et/ou l'afrikaans.
Le marché des textes en langues autochtones reste peu développé, et la traduction en anglais est souvent indispensable pour une meilleure diffusion.
Ainsi, une littérature, écrite, de qualité, existe aussi en zoulou, xhosa, sesotho, pedi, tswana, dont les premiers auteurs répertoriés sont :
- Tiyo Soga (en) (1829-1871), premier auteur connu, traducteur en xhosa,
- Enoch Sontonga (1873-1905), Nkosi Sikelel' iAfrika (Dieu, sauve l'Afrique !),
- Samuel Edward Krune Mqhayi (1875-1945), en xhosa, traducteur, poète, dramaturge, romancier, Ityala lamawele (en) (1914, Le procès des jumeaux),
- Solomon Plaatje (1876-1932), en tswana et en anglais, Mhudi, An Epic of South African Native Life a Hundred Years Ago (1930),
- Thomas Mofolo (1876-1942), en sesotho, Chaka (1925),
- Herbert Isaac Ernest Dhlomo (1903-1956) (en anglais),
- Mazisi Kunene (1930-2006) (en zoulou)...

Pendant les années 1950, Drum (magazine sud-africain) (en) se fait le foyer pour la satire politique, la fiction et les essais, et donne une voix à la culture urbaine noire.
Parmi les poètes noirs importants dans les années 1970 : Mongane Wally Serote (1944-), dont l'œuvre célèbre No Baby Must Weep, donne une vision de la vie quotidienne des Noirs sous l'apartheid. Un autre romancier noir célèbre Zakes Mda (1948-) écrit de la poésie, des pièces puis des romans. Son roman The Heart of Redness remporte en 2001 le Commonwealth Writers Prize et fait partie du programme scolaire en Afrique du Sud.

## Auteurs
- Liste d'écrivains sud-africains
- Liste de poètes sud-africains (en)

## Œuvres
- Livres sud-africains (en)

## Institutions
- Bibliothèque nationale d'Afrique du Sud (1818)
- Liste des prix littéraires sud-africains (en)
- Distinctions littéraires sud-africaines (en)
- Festivals littéraires d'Afrique du Sud (en)